# 胡膏
胡膏（1509年—1568年），字來霑，浙江紹興府餘姚縣人，民籍，明朝政治人物。

## 生平
嘉靖四年（1525年）乙酉科浙江鄉試第八十三名舉人。嘉靖二十九年（1550年）中式庚戌科會試第二十二名，二甲第十九名進士。曾經參與修撰《余姚县志》，后官至光祿寺丞。任內侵冒官鵝銀四百兩，被巡视户科给事中楊允繩與御史張巽言彈劾其貪污，胡膏上奏允繩毀訕世宗玄修，两人同下詔獄，楊允繩被殺，胡膏則調外任，贬任重庆府通判，稍遷徽州府同知。
明穆宗即位后，因貪墨被劾誅殺。

## 著作
曾參修嘉靖《餘姚縣志》。

## 家族
曾祖胡世澤；祖父胡溥；父胡珩，母項氏。永感下。兄胡朝、胡明（巡检）、胡青，封翰林院编修；胡朠。弟胡能、胡龍、胡腴、胡寵、胡脩、胡胿、胡冒、胡肖。